# Фридрих фон Даун
Фридрих фон Даун (на немски: Friedrich von Daun, Herr zu Wolkringen; † 1346) е господар на Даун – Волкринген на река Мозел в Тионвил, Гранд Ест.

## Произход
Той е син на Вирих фон Даун († сл. 1323). Внук е на Конрад фон Даун († 20 април 1287) и Алайде фон Шьонберг († сл. 1287). Брат е на Улке фон Даун († сл. 1 юли 1359), монахиня в Мариенберг близо до Бопард.

## Фамилия
Фридрих фон Даун се жени за Елизабет фон Фльорхинген († сл. 1389), дъщеря на Филип III фон Фльорхинген († 1346) и Ерменгарда де Хунолщайн († 1337), внучка на фогт Хуго фон Хунолщайн († сл. 1239), дъщеря на Боемунд фон Хунолщайн-Цюш († 1334) и Катарина фон Зирсберг († 1311). Те имат една дъщеря:
- Ирмгард (Ирмезинд) фон Даун († сл. 1409), омъжена пр. 26 април 1358 г. за Рихард XII фон Даун († сл. 31 октомври 1395)

Вдовицата му Елизабет фон Фльорхинген се омъжва втори път пр. 10 септември 1348 г. за Йохан фон Керпен-Моестроф († 1400/1405), син на Конрад фон Керпен († сл. 1343/сл. 1345).